# Simon Dejnev
Simon Ivanovitch Dejnev (en russe : Семён Иванович Дежнёв, Semion Ivanovitch Dejniov, ISO 9 : Semën Ivanovič Dežnёv), né à Veliki Oustioug le 7 mars 1605 et mort à Moscou en 1673, est un explorateur russe et est le premier Européen à traverser le détroit de Béring, 80 ans avant Vitus Bering.
En 1648, il navigue sur le fleuve Kolyma dans l'océan Arctique vers le fleuve Anadyr dans l'Océan Pacifique. Son exploit est oublié pendant près de cent ans et la découverte du détroit est attribuée à Bering.

## Biographie
Dejnev est un Pomor, probablement né vers 1605 dans la ville de Veliki Oustioug ou le village de Pinega. Selon l'anthropologue Lydia T. Black, Dejnev est recruté pour le service sibérien en 1630, peut-être en tant qu'homme de service ou agent du gouvernement. Il fait son service pendant huit ans à Tobolsk et à Ienisseïsk, puis part en Iakoutie en 1639, ou peut-être avant. Il serait membre du détachement des Cosaques sous Beketov, qui a fondé Iakoutsk (sur le fleuve Léna) en 1632. En 1639, il est envoyé en Iakoutie, où il épouse une captive iakoute et passe les trois années suivantes à collecter des iassaks auprès des indigènes.   
En 1641, Dejnev s'installe au nord-est, sur les rives d'un affluent de l'Indiguirka récemment découvert, où il a fait son service sous les ordres de Mikhaïl Stadoukhine. Trouvant peu de fourrures, rencontrant des indigènes hostiles et entendant parler d'un fleuve riche à l'est, Stadoukhine, Yarilo et Zyrian descendent l'affluent, puis longent la côte vers l'est jusqu'au fleuve Kolyma, où ils construisent un ostrog. C'est à l'époque la frontière russe la plus à l'est.  
Vers environ 1642, les Russes entendent parler du fleuve Poguytcha (ru) qui se jette dans l'Arctique et que la région voisine est riche en fourrure de zibeline, en ivoire de morse et en minerai d'argent. Une tentative de l'atteindre en 1646 échoue.   
En 1647, Fedot Alekseïevitch Popov, un marchand de Moscou, organise une expédition et fait venir Dejnev. L'expédition atteint la mer mais ils ne peuvent pas contourner la Péninsule Tchouktche en raison de l'épaisse glace dérivante. 
Le 20 juin 1648 entre 90 et 105 hommes à bord de 7 barques naviguent en aval vers l'Arctique. Il leur a fallu 10 semaines de navigation pour atteindre l'estuaire d'Anadyr. La participation de Dejnev à ce processus n'est pas décrite, contrairement à celle de Popov. De l'estuaire, Dejnev remonte le fleuve et fonde la ville d'Anadyr sur sa côte nord. La même année, Dejnev navigue le long de la côte nord de l'Asie et découvre, après avoir perdu presque tous ses navires, ce qu'on appelle le détroit d'Anián entre la péninsule asiatique des Tchouktches et l'Alaska, ce qui démontre que l'Eurasie et l'Amérique ne sont pas reliées entre elles. La première connexion est appelée le pont des montagnes ou Béringie. Il suit le littoral et contourne la péninsule des Tchouktches.